# 岡山エクスプレス津山号
岡山エクスプレス津山号（おかやまエクスプレスつやまごう）は岡山市と津山市を結んでいた特急バス(高速路線バス)である。
座席は全便自由席。

## 概要

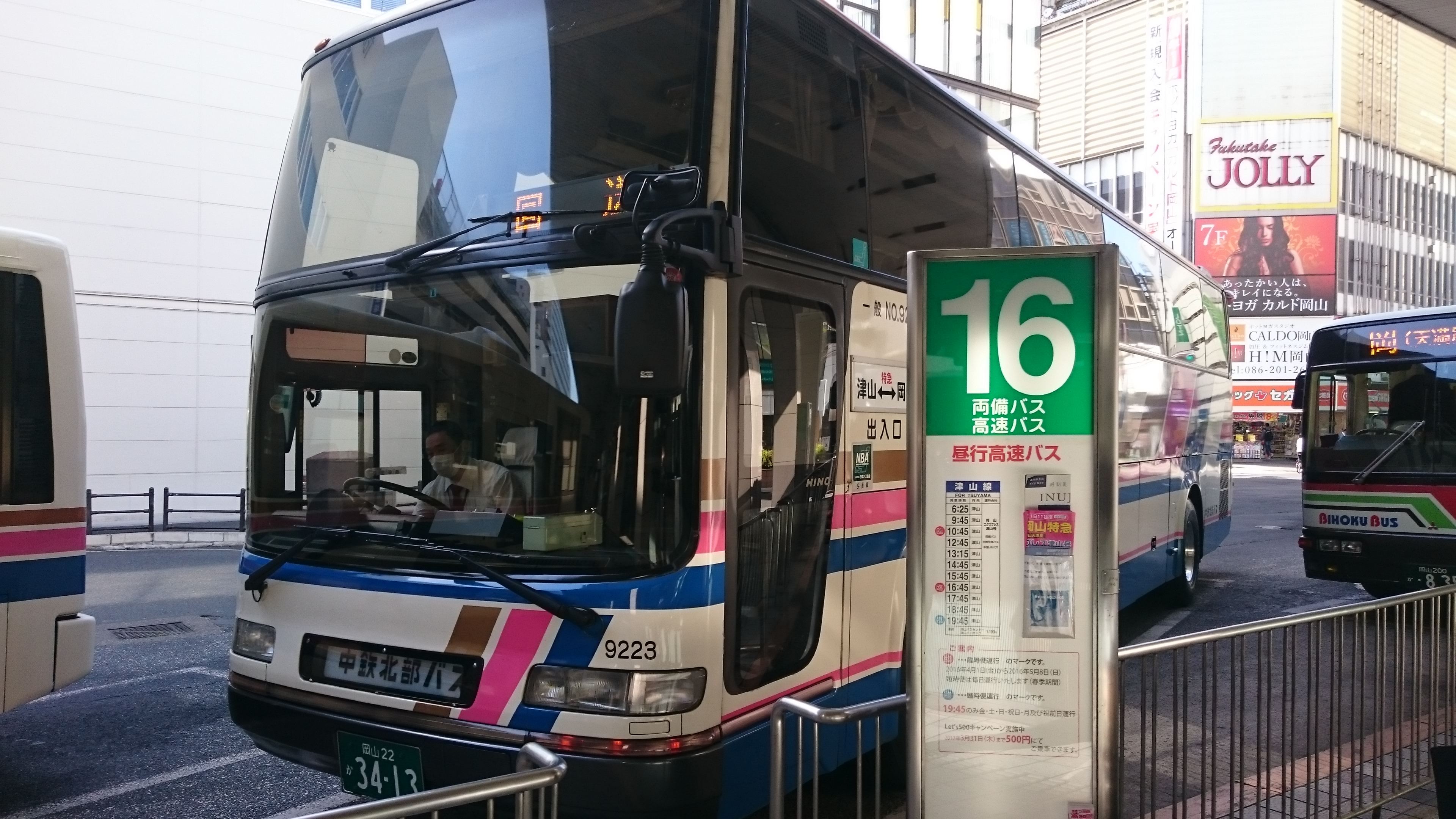
中鉄北部バス

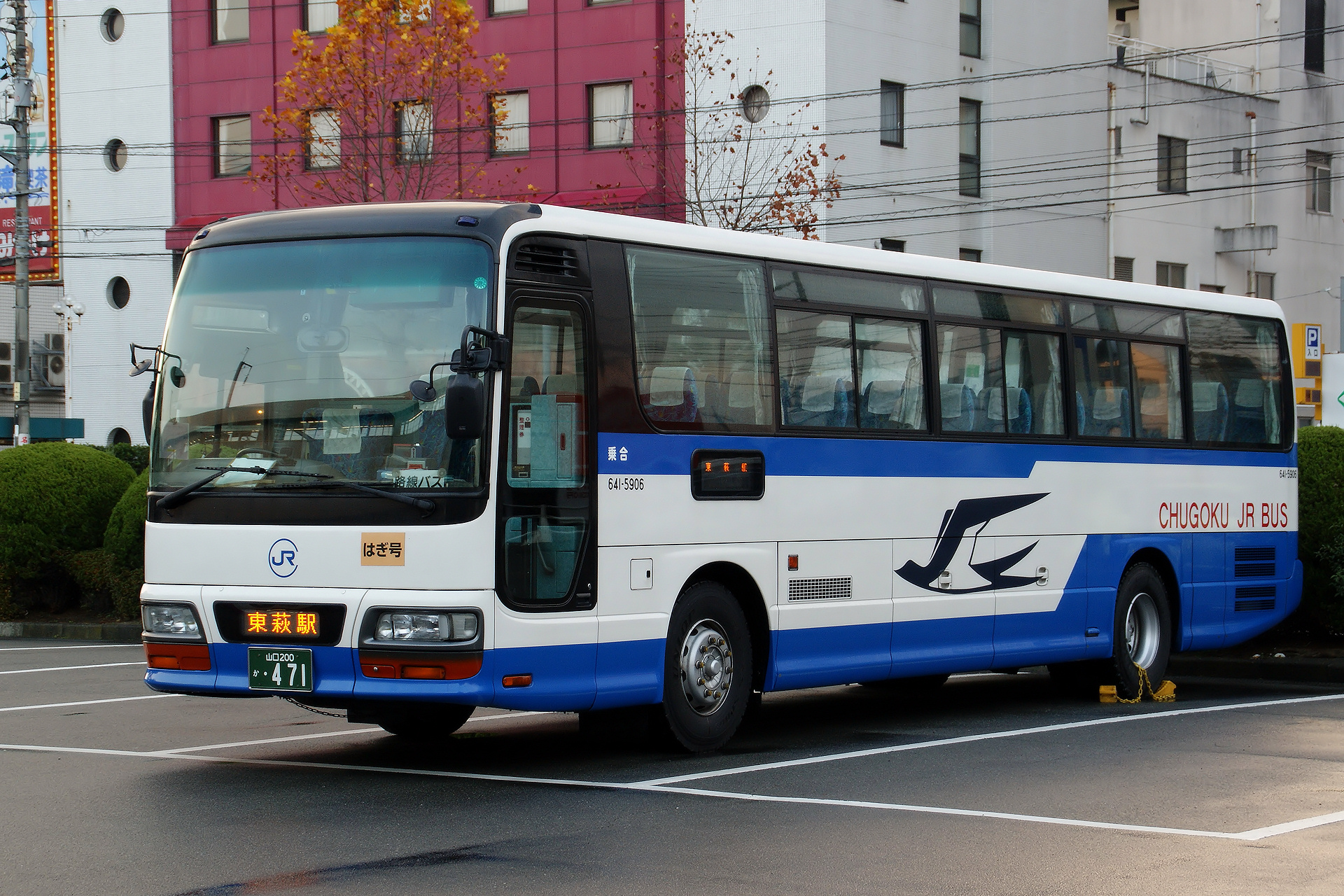
中国ジェイアールバス（同型車・参考）

元々岡山～津山間には中鉄バスが路線バスを運行していたが、乗客減により2003年に廃止されていた。しかし、利用者の意識の変化や商業施設の開発に伴い需要が見込めると判断して、2013年12月に両備バス、中鉄北部バス、中国ジェイアールバス（現・JRバス中国）の3社共同運行で運行を開始したが、2017年12月からは両備バスの単独運行となった。なおこの路線は全区間が一般道（国道53号）経由であるが、距離が50kmを超えるため高速バスとして扱われる。
利用低迷を理由に2023年10月31日をもって運行を終了し、翌11月1日付で廃止された。

## 歴史
2013年12月1日
両備バス、中鉄北部バス、中国ジェイアールバスの3社共同運行便として6往復で運行開始。
2014年3月21日
チラシに印刷された割引券を使用することで片道500円で利用できるキャンペーンを、同年4月13日までの期間限定で実施。
2015年1月24日
“Let's 500（ゴー）キャンペーン”と題し、同年5月31日までの期間限定で片道運賃を500円に値下げ。（前回の企画とは異なり、利用者全員が対象となる。）
2015年3月14日 - ダイヤ改正
一部の便の時刻変更
4月15日までの毎日と、4月16日からの土日祝に2往復の臨時便を設定した。
2015年6月1日 - ダイヤ改正
前回改正の際の臨時便2往復を定期化し8往復化
値下げキャンペーンを、2016年3月31日まで延長することを発表。
2015年7月18日
夏休み期間中の9月30日までの間、毎日運行する臨時便2往復を設定し10往復になる。
2016年4月1日 - ダイヤ改正
岡山駅西口バスターミナルの乗り場を26番のりばから24番のりばへ変更。
5月8日までの間、毎日運行する1往復、「金・土・日・祝」と「祝前日」のみ運行する1往復、「土・日・祝・月」及び「祝日の翌日」のみ運行する1往復の合計3往復の臨時便を設定。
値下げキャンペーンを、2017年3月31日まで延長することを発表。
2017年4月1日
津山駅停留所新設記念キャンペーンとして、2018年3月31日までの期間限定で片道運賃を800円に設定。（前月末まで企画されていた「Let's 500（ゴー）キャンペーン」と同じ内容）
2017年7月1日
津山側の乗り場が「津山広域バスセンター」から「津山駅 高速バスのりば」へ変更。
2017年7月7日
毎日運行されていた臨時便一往復が中止となる。
2017年12月1日 - ダイヤ改正（減便）
中鉄北部バス（1日2往復）・中国ジェイアールバス（1日4往復）が撤退して、両備バスの単独運行になり、1日10往復→4往復に大幅減便になる。
2018年2月16日 - ダイヤ改正
回数券（5枚つづり）の発売を中止（2月15日までの購入分は有効期限（3ヶ月）まで利用可能）。
2018年8月1日 - ダイヤ改正
上り（岡山行き）のみ津山側の停車順序を変更（津山パーキング→津山駅）。
2019年11月22日 - ダイヤ改正
イオンモール岡山前停留所新設。
2020年2月1日
QRコード決済（PayPay）を導入（大人片道運賃のみ）。
2021年12月31日
運行開始以来販売されていた平日定期券（1ヶ月）の販売を終了。
2022年2月1日
2022年3月31日までの平日限定で、事前決済平日割キャンペーンを実施
2022年4月1日 - ダイヤ改正
1日4往復→2往復へ減便になる。
2023年11月1日 - 路線廃止

## 運行会社
- 両備ホールディングス両備バスカンパニー津山事業本部バス事業部

### 過去の運行会社
- 中鉄北部バス津山営業所
- 中国ジェイアールバス岡山支店

## 停車停留所
（天満屋バスセンター - イオンモール岡山前 - 岡山駅西口 - 岡山大学筋） - （津山パーキング - 津山駅）
（停留所 - 停留所）でくくった中での乗降はできなった。
上り（岡山行き）・下り（津山行き）ともに津山パーキング→津山駅の順に停車。そのため、上り（岡山行き）は津山パーキングが始発で、津山駅で乗車扱い後、Uターンをして岡山方面へ向かう形となっていた。

## 運行経路
- 岡山市内 - 国道53号 - 津山市内

## 運行回数
- 定期昼行2往復（予約不要の座席定員制、自由席）

## 使用車両と車内設備
- 両備バスのハイデッカータイプ（三菱ふそうエアロバス、エアロエース）、スーパーハイデッカータイプ（三菱ふそうエアロクイーン）の、4列シート、トイレ付きとなしの車両が混在して使用されていた。定員は36～55人[1]。ただトイレ付きの車両でも封鎖されて使用できない場合があった。
  - 2018年9月7日からは4往復のうち2往復に「たまバス」（両備バス関西カンパニーで使用されていた観光バス（三菱ふそうエアロバス）を転用）[9]が使用されていた。

- 中鉄北部便では日野セレガ、中国ジェイアールバス便ではいすゞガーラや、広島支店担当のグリーンフェニックスで運行されていたスタンダードデッカーの西工96MC E-II（日産ディーゼル）なども使用されていた。

## 備考
平日のみ有効な定期券（1ヶ月）あり。
津山パーキングから乗車する場合のみ、両備バス津山営業所へ電話予約をすると、津山パーキング駐車場が利用可能。